# Ejike Ugboaja
Ejike Ugboaja (20 de maio de 1985) é um basquetebolista profissional nigeriano.

## Carreira
Ejike Ugboaja integrou a Seleção Nigeriana de Basquetebol, em Londres 2012, que terminou na décima colocação.